# Мушкет

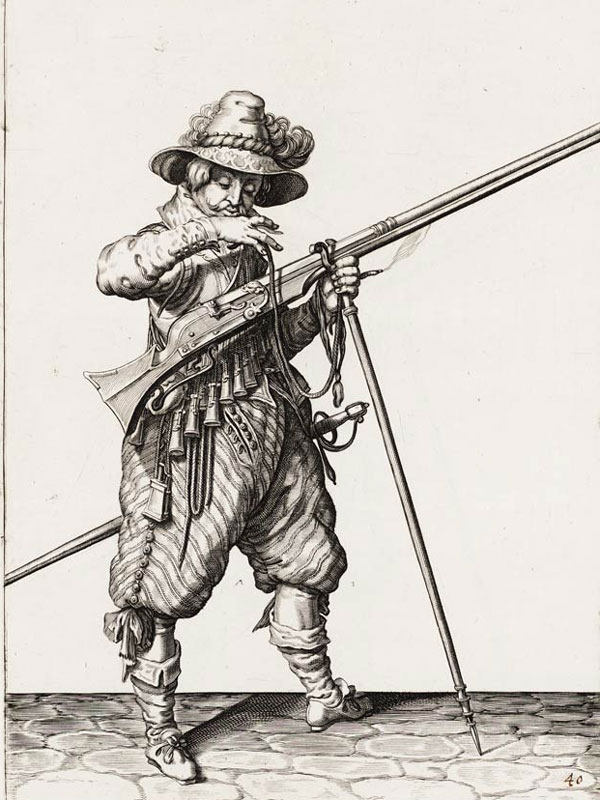
Мушкетёр с мушкетом. Гравюра XVII века

Мушке́т, муске́т — вид старинного ручного огнестрельного оружия, фитильное ружьё. Появился в XVI веке, в связи с необходимостью увеличения калибра ружья и веса пули. В России название «мушкет» для кремнёвых ружей сохранялось до начала XIX века.

## Этимология

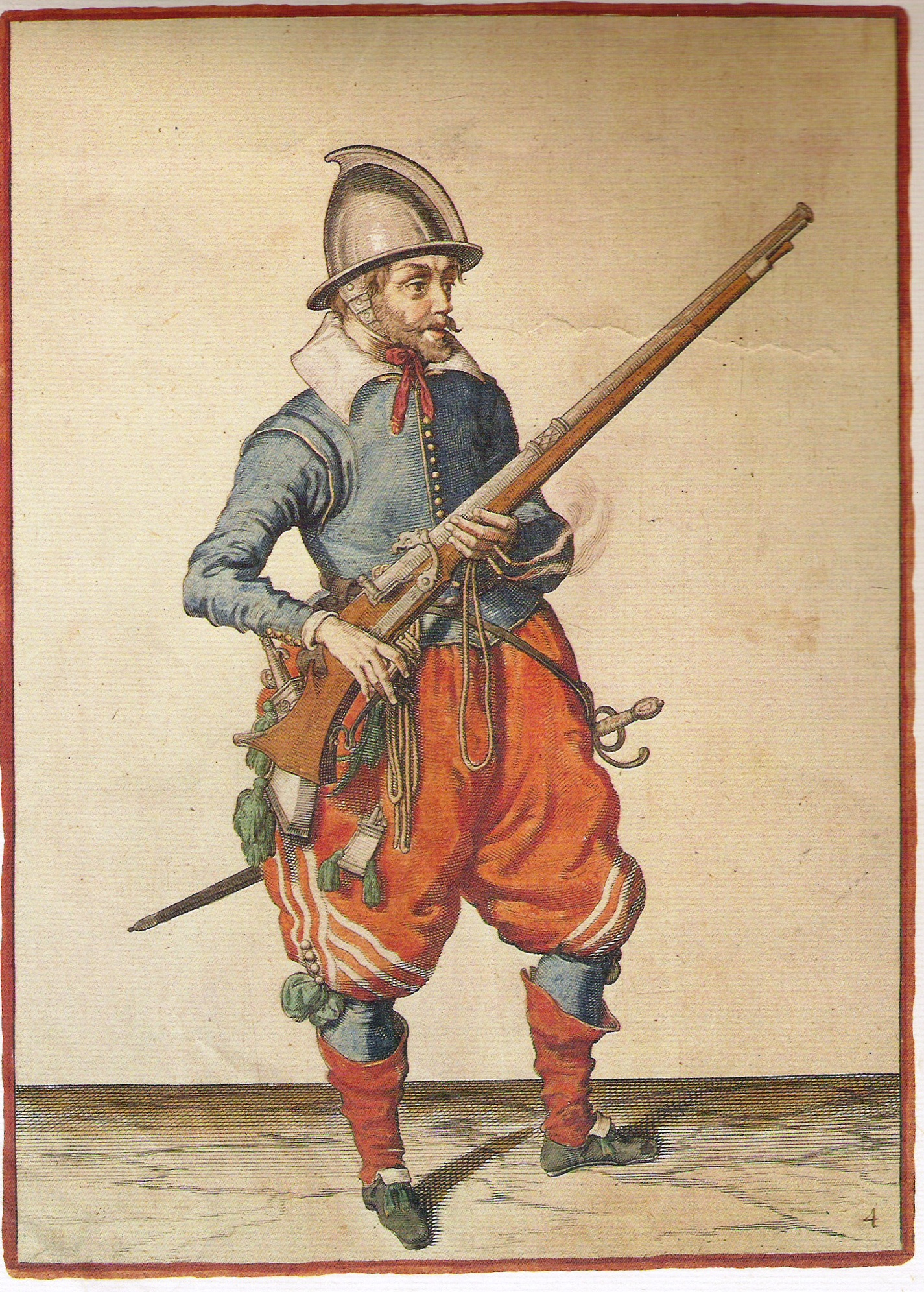
Мушкетёр. Раскрашенная гравюра из альбома Якоба де Гейна II 1608 года

Русское слово мушкет заимствовано из пол. muszkiet. Польское слово является заимствованием из нем. Muskete, а немецкое — из фр. mousquet. В свою очередь, во французский язык этот термин попал из итал. moschetto, где был образован от mosca «муха».

## История

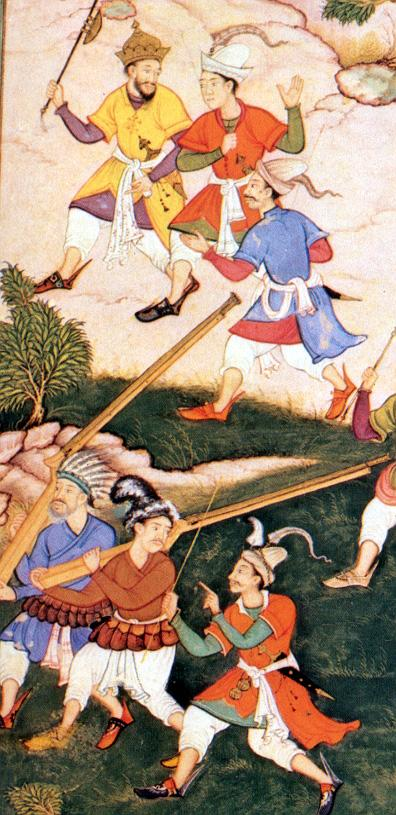
Воины Бабура с мушкетами-мултуками. Могольская миниатюра XVI века

Изначально под мушкетом понимали самую тяжёлую разновидность ручного оружия, предназначенную главным образом для поражения защищённых доспехами целей. По одной из версий, мушкет в таком виде изначально появился в Испанской империи около 1521 года, а уже в битве при Павии 1525 года они применялись достаточно широко. Основной причиной его появления стало то, что к XVI веку даже в пехоте стали массовыми латные доспехи, которые из более лёгких ручных кулеврин и аркебуз (на Руси — «пищалей») пробивались далеко не всегда. Сами доспехи также стали более крепкими, так что аркебузные пули в 18—22 граммов, выпускаемые из сравнительно коротких стволов, при стрельбе по бронированной цели оказывались малоэффективными. Это потребовало увеличения калибра до 22 и более миллиметров, при массе пули до 50—55 граммов. Кроме того, мушкеты обязаны своим появлением изобретению зернистого пороха, кардинально облегчавшего зарядку длинноствольного оружия и сгоравшего более полно и равномерно, а также усовершенствованию технологий, позволившему производить длинные, но сравнительно лёгкие стволы лучшего качества, в том числе из дамасской стали.
Длина ствола мушкета, как правило, гранёного, могла достигать 65 калибров, то есть около 1400 мм, при этом дульная скорость пули составляла 400—500 м/с, благодаря чему стало возможно поражение даже хорошо бронированного противника на больших расстояниях — свинцовые мушкетные пули пробивали стальные кирасы на расстоянии до 200 метров и могли наносить раны на расстоянии до 600 метров. Удовлетворительной меткостью мушкет обладал на расстоянии до 150—200 шагов, но мог сохранять убойную силу и на расстоянии до 400 шагов.
Относительно скорострельности мушкетов имеются такие сведения: во время стрельб 1620 года стрелок из войск Густава Адольфа за 5 минут произвёл 6 выстрелов, стреляя на скорость и меткость. В Шотландии в 1691 году был достигнут следующий рекорд скорострельности: стрелок за 7 минут произвёл 30 выстрелов.
Согласно тестам, проведённым в музее Грац (где был произведён отстрел нескольких сохранившихся мушкетов XVI—XVII веков с фитильными, кремнёвыми, колесцовыми замками), техническая кучность мушкетов позволяла поражать мишень размером 60 на 60 см на расстоянии 100 метров. Стоит учитывать, что на момент баллистических тестов мушкетам исполнилось более 300 лет, а также использовались различные заряды пороха, что могло повлиять на кучность стрельбы. Также были проведены тесты на пробивную способность. Оказалось, что с расстояния 30 метров мушкетные пули пробивали стальные листы толщиной до 4 мм, либо деревянные бруски толщиной до 20 см. Таким образом, мушкеты несли угрозу не только для бронированных всадников и пикинёров, но и для пехоты, укрывшейся за лёгкими полевыми укреплениями или строениями.

### Боевое применение

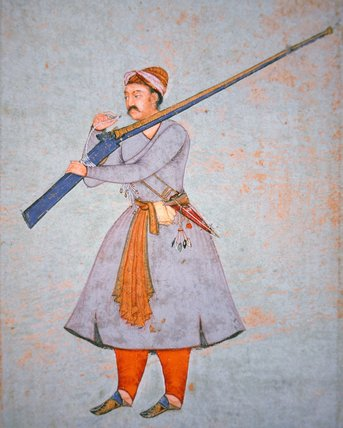
Стрелок армии Великого Могола Акбара с фитильным мушкетом. Могольская миниатюра 1585 года

Мушкет XVI—XVII веков был очень тяжёл (7—9 кг) и по сути представлял собой полустационарное оружие — стрельбу из него вели обычно с упора в виде специальной подставки, сошки, бердыша (использование последнего варианта признаётся не всеми исследователями), стены крепости или борта корабля. Крупнее и тяжелее мушкетов из ручного оружия были только крепостные ружья, огонь из которых вели уже исключительно с вилки на крепостной стене или специального гака (крюка). Для ослабления отдачи стрелки порой надевали на правое плечо кожаную подушку или носили специальный стальной доспех. Замки были в XVI веке — фитильными или колесцовыми, в XVII — иногда и ударно-кремнёвыми, но чаще всего — фитильными. 

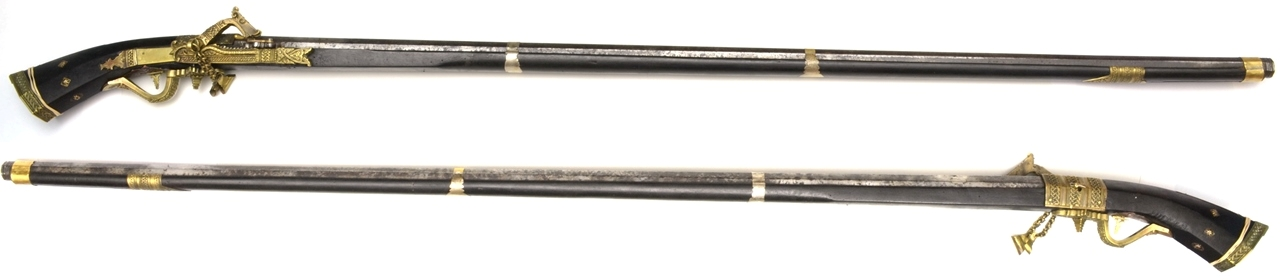
Фитильный истинггар. Длина 151 см. Суматра, XVIII в.

Фитильный мушкет. Остров Ява, XIX в.

Перезаряжался мушкет в среднем примерно полторы — две минуты. Правда, уже в начале XVII века существовали стрелки-виртуозы, умудрявшиеся делать по несколько неприцельных выстрелов в минуту, но в бою такая стрельба на скорость была обычно нецелесообразна и даже опасна ввиду обилия и сложности приёмов заряжания мушкета, включавшего около трёх десятков отдельных операций, каждую из которых необходимо было выполнить с большим тщанием, постоянно следя за находящимся неподалёку от легковоспламеняющегося пороха тлеющим фитилём. Однако большинство мушкетёров пренебрегало уставными инструкциями и заряжали мушкеты как им было проще, о чём напрямую свидетельствуется в немецко-русском уставе. Чтобы увеличить скорость перезарядки, многие мушкетёры избегали трудоёмкой операции с шомполом. Вместо этого сначала засыпался заряд пороха в ствол, следом закатывалась пуля (обычно несколько пуль держали во рту). Затем благодаря быстрому удару прикладом по земле заряд был дополнительно прибит, и мушкетер был готов к стрельбе. Подобная инициатива личного состава сохранялась на протяжении всего Нового времени, о чём свидетельствуют некоторые источники XVIII—XIX веков. Точно отмерить заряд в бою было затруднительно, поэтому были придуманы специальные патронташи, каждый из которых содержал заранее отмеренное количество пороха на один выстрел. Обычно их вешали на униформу, и на некоторых изображениях мушкетёров они хорошо видны. Лишь в конце XVII века был придуман несколько повысивший скорострельность бумажный патрон — солдат зубами надрывал оболочку такого патрона, отсыпал небольшое количество пороха на затравочную полку, а остальной порох вместе с пулей высыпал в ствол и утрамбовывал с помощью шомпола и пыжа.
На практике мушкетёры обычно стреляли намного реже, чем это позволяла скорострельность их оружия, сообразуясь с обстановкой на поле боя и не тратя боеприпасов понапрасну, так как при такой скорострельности шанса на второй выстрел по той же цели обычно уже не было. Лишь при сближении с противником или отражении атаки ценилась возможность сделать как можно больше залпов в его сторону. Например, в битве при Киссингене (1636 года) за 8 часов боя мушкетёры произвели всего 7 залпов.
Зато залпы мушкетёров порой решали исход всей битвы: убивая латника с 200 метров, даже на расстоянии в 500—600 м пуля, выпущенная из мушкета, сохраняла достаточную убойную силу для нанесения ранений, которые при уровне развития медицины в то время часто оказывались смертельными. Разумеется, в последнем случае речь идёт уже о случайных попаданиях «шальных» пуль — на практике мушкетёры вели огонь с куда меньшей дистанции, обычно находящейся в пределах 300 шагов (примерно те же 200 м). Вопреки устоявшемуся мнению, все мушкеты XVI—XVII веков имели целик и мушку (в XVIII—XIX веках целик был упразднён, и вместо него использовали прорезь в казённом винте). Но большинство мушкетёров не имели достаточной огневой подготовки, чтобы реализовать возможности своего оружия в полной мере. Например, нужно было брать значительное упреждение в зависимости от расстояния до цели. Если противник находился в 100 шагах, то требовалось целиться по коленям, иначе пуля просто перелетит над головой. Если противник находился в 300 шагах, то следовало прицеливаться над его головой, иначе пуля, не долетев, упадёт перед его ногами. Казалось бы, простые правила, но большинство забывало о них в горячке боя.

### Азиатские аналоги

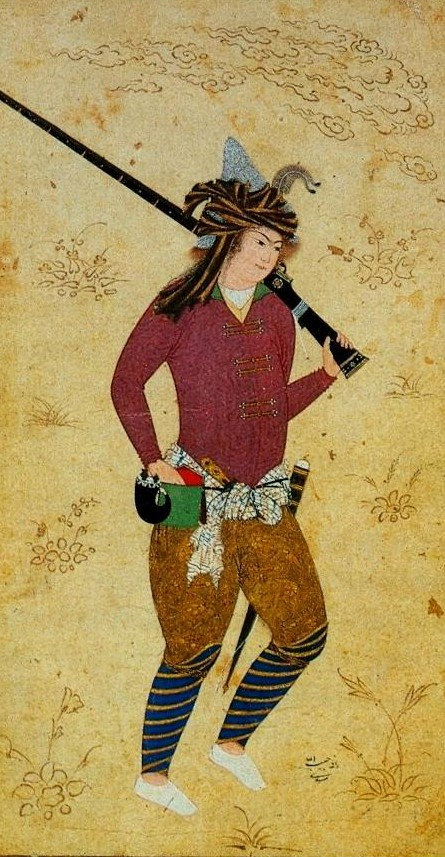
Мушкетёр шаха Аббаса I. Миниатюра Хабиба Машади 1600 года

Если в Европе огнестрельное оружие полностью вытеснило метательное оружие, то на Востоке луки и мушкеты «сосуществовали» вплоть до конца XVII века. Например, во время осады и штурма турецкой крепости Кызы-Кермен многие казаки получили ранения стрелами. Согласно статистической выборке, больше всего ранений нанесли пули (36 %); на втором месте ранения от стрел (31 %). При этом, пули наносили более тяжёлые ранения.

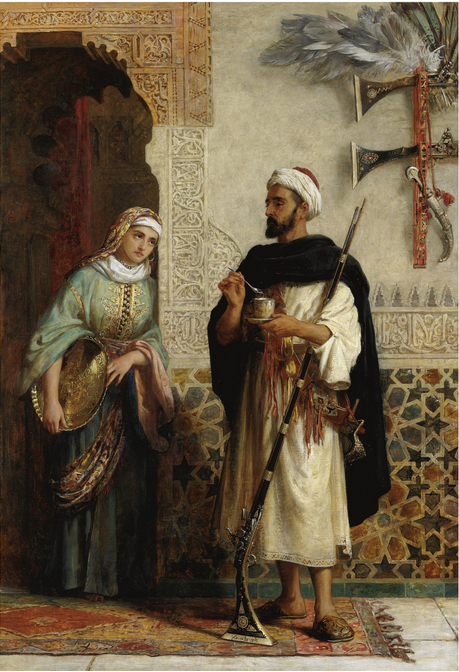
«Дворцовый страж». Худ. Эдвин Лонг, 1880-е годы

В XVII—XVIII веках в португальских и голландских колониях в Южной и Юго-Восточной Азии появились оригинальные местные виды фитильных мушкетов, форма и конструкция которых соответствовала местным условиям, включая природно-климатические и антропологические. Так, в Малайзии и Индонезии распространились длинноствольные сатинггары (малайск. satinggar), или истинггары (индон. istinggar), название которых происходит от португальского слова «эспингарда» (порт. espingarda), букв. «аркебуза». Общая длина их приближалась к человеческому росту, хотя калибр был меньше, чем у европейских мушкетов.
Примерно в это же время собственные аналоги мушкета распространяются в континентальной Азии, наиболее известными из них являются длинноствольный среднеазиатский мултук (карамультук) и афганский джезайл, масса которого порой превышала 7 кг, а калибр — 12 мм.

### Переход к ружьям
Между тем, в XVII веке постепенное прекращение применения доспехов, а также общее изменение характера боевых действий (повышение мобильности, широкое использование артиллерии) и принципов комплектования войск (постепенный переход к массовым рекрутским армиям) привели к тому, что размеры, масса и мощность мушкета со временем стали ощущаться как явно избыточные. Появление лёгких мушкетов часто связывают с новациями шведского короля и одного из великих полководцев XVII века Густава II Адольфа. Однако большая часть приписываемых ему нововведений является заимствованием из Нидерландов. Там, в ходе продолжительной войны между Соединёнными провинциями и Испанией, штатгальтер Мориц Оранский и его двоюродные братья Иоанн Нассау-Зигенский и Вильгельм-Людвиг Нассау-Дилленбургский основательно изменили военную систему, совершив военную революцию. Так, Иоанн Нассау-Зигенский ещё в 1596 году писал, что без тяжёлых мушкетов солдаты смогут быстрее двигаться вперёд, им будет легче при отступлении, а в спешке они смогут стрелять и без сошки. Уже в феврале 1599 года масса мушкета была уменьшена голландским уставом и составила примерно 6—6,5 кг. Теперь из таких мушкетов можно было стрелять при необходимости без сошек, но это всё ещё было довольно затруднительным процессом. Часто утверждается, что именно шведский король окончательно отменил сошки в 1630-е годы, однако записи в шведских арсеналах того времени указывают, что он сам лично разместил заказ на производство сошек для мушкетов у переехавшего в Швецию голландского предпринимателя Луи де Геера ещё в 1631 году. Более того, их массовое производство продолжалось даже после смерти короля, вплоть до 1655 года, а официально сошки были отменены в Швеции лишь в 1690-х годах — намного позже, чем в большинстве европейских стран.
Позже, уже в 1624 году, шведский король Густав Адольф своим декретом приказал производить новые фитильные мушкеты, которые имели ствол в 115—118 см и общую длину около 156 см. Эти мушкеты, которые производились до 1630 года в Швеции, весили приблизительно 6 кг, что свидетельствует о том, что они всё ещё были не совсем удобными, а аналогичный старым длинный ствол не слишком увеличил их эффективность при стрельбе. Более лёгкие и удобные мушкеты были произведены примерно в том же 1630 году в немецком городе Зуль, чего удалось достичь благодаря укорачиванию ствола. Такой мушкет имел ствол в 102 см, общую длину около 140 см и массу примерно 4,5—4,7 кг. В руки же шведов они первоначально попали, вероятнее всего, после захвата немецких арсеналов. В мае 1632 года в Ротенбурге-на-Таубере лишь у немногих шведских солдат были замечены такие зульские мушкеты без сошек.
К концу XVII — началу XVIII века мушкеты стали массово заменять более лёгким оружием массой около 5 кг и калибром 19—20 мм и менее, — сначала во Франции, а затем и в других государствах. Тогда же массово стали применять кремнёвые замки, более надёжные и удобные в обращении, чем старые фитильные, и штыки — сначала в виде вставляемого в канал ствола багинета, позднее надеваемые на ствол, с трубкой. Всё это вместе позволило вооружить огнестрельным оружием всю пехоту, исключив из её состава необходимых ранее пикинёров — при необходимости фузилёры вступали в рукопашную схватку, используя ружья с надетым штыком, которыми действовали на манер короткого копья (с мушкетом это было бы весьма затруднительно ввиду его веса). При этом первое время мушкеты продолжали оставаться на вооружении отдельных солдат в качестве более тяжёлой разновидности ручного огнестрельного оружия, а также на кораблях, — но впоследствии оказались окончательно вытеснены и в этих ролях.
В России этот новый вид облегчённого оружия сначала назвали фузеей — от фр. fusil, видимо, через посредство пол. fuzja, а затем, в середине XVIII века, переименовали в ружьё.
Между тем, в некоторых странах, в частности — в Англии с колониями, включая будущие США, — при переходе от мушкетов к ружьям не произошло смены терминологии; новое облегчённое оружие по-прежнему называли мушкетами. Таким образом, применительно к этому периоду англ. musket соответствует русскому понятию «ружьё», так как обозначало именно этот вид оружия, — настоящих мушкетов в изначальном смысле к тому времени уже давно не делали; тогда как на XVI—XVII век правильным его переводом ещё был бы именно термин «мушкет». Это же название впоследствии было перенесено и на дульнозарядные гладкоствольные ружья с капсюльным замком.
Более того — даже появившееся в середине XIX века общеармейское нарезное оружие, которое в России до 1856 года именовалось «винтовальными ружьями», а впоследствии — «винтовками», в официальном английском языке первоначально обозначали словосочетанием «нарезной мушкет» (англ. rifled musket). Именно так, например, в США во время Гражданской войны называли массовые армейские дульнозарядные винтовки, такие, как «Springfield М1855» и «Pattern 1853 Enfield». Это было связано с тем, что до того на вооружении пехоты состояло два типа оружия — сравнительно длинные ружья-«мушкеты» (musket), более скорострельные, пригодные для рукопашного боя, и более короткие для удобства заряжания винтовки (rifle; в России их называли штуцерами), которые стреляли намного точнее, но имели очень низкую скорострельность из-за необходимости «вбивать» пулю в ствол, преодолевая сопротивление нарезов, были малопригодны для рукопашной, а также стоили значительно дороже, чем гладкоствольные ружья. После появления специальных пуль, таких как пуля Минье, и развития технологий массового производства появилась возможность в одном массовом образце оружия объединить положительные качества прежних ружей-«мушкетов» (скорострельность, пригодность для рукопашного боя) и штуцеров (точность боя) и вооружить им всю пехоту; этот образец вначале и назвали «нарезным мушкетом». Окончательно слово musket исчезло из активного словаря английских и американских военных лишь с переходом на казнозарядные винтовки, по отношению к которым было окончательно «узаконено» более удобопроизносимое слово rifle.
Следует также помнить, что в итальянской официальной военной терминологии «мушкетом» — moschetto — называлось оружие, соответствующее русскому термину «карабин», то есть, укороченная разновидность ружья или винтовки. Например, карабин Каркано состоял на вооружении как «Moschetto Mod. 1891», а пистолет-пулемёт «Beretta M1938» — как «Moschetto Automatico Beretta Mod. 1938», то есть, дословно, «автоматический мушкет „Беретта“ обр. 1938 года» (корректный перевод в данном случае — «автоматический карабин», «автомат»).